# 23733 Hyojiyun
23733 Hyojiyun là một tiểu hành tinh vành đai chính với chu kỳ quỹ đạo là 1360.0430166 ngày (3.72 năm).
Nó được phát hiện ngày 23 tháng 4 năm 1998.